# Grand Prix Monaka 1978
Grand Prix Monaka 1978 (oficiálně XXXVI Grand Prix de Monaco) se jela na okruhu Circuit de Monaco v Monte Carlu v Monaku dne 7. května 1978. Závod byl pátým v pořadí v sezóně 1978 šampionátu Formule 1.

## Závod
| Poř.   | No. | Jezdec                | Konstruktér        | Počet kol | Čas/Odstoupení   | Pořadí na startu | Body |
| ------ | --- | --------------------- | ------------------ | --------- | ---------------- | ---------------- | ---- |
| 1      | 4   | Patrick Depailler     | Tyrrell-Ford       | 75        | 1:55:14.66       | 5                | 9    |
| 2      | 1   | Niki Lauda            | Brabham-Alfa Romeo | 75        | + 22.45          | 3                | 6    |
| 3      | 20  | Jody Scheckter        | Wolf-Ford          | 75        | + 32.29          | 9                | 4    |
| 4      | 2   | John Watson           | Brabham-Alfa Romeo | 75        | + 33.53          | 2                | 3    |
| 5      | 3   | Didier Pironi         | Tyrrell-Ford       | 75        | + 1:08.06        | 13               | 2    |
| 6      | 35  | Riccardo Patrese      | Arrows-Ford        | 75        | + 1:08.77        | 14               | 1    |
| 7      | 8   | Patrick Tambay        | McLaren-Ford       | 74        | + 1 kolo         | 11               |      |
| 8      | 11  | Carlos Reutemann      | Ferrari            | 74        | + 1 kolo         | 1                |      |
| 9      | 14  | Emerson Fittipaldi    | Fittipaldi-Ford    | 74        | + 1 kolo         | 20               |      |
| 10     | 15  | Jean-Pierre Jabouille | Renault            | 71        | + 4 kola         | 12               |      |
| 11     | 5   | Mario Andretti        | Lotus-Ford         | 69        | + 6 kol          | 4                |      |
| Ret    | 12  | Gilles Villeneuve     | Ferrari            | 62        | Nehoda           | 8                |      |
| Ret    | 6   | Ronnie Peterson       | Lotus-Ford         | 56        | Převodovka       | 7                |      |
| Ret    | 7   | James Hunt            | McLaren-Ford       | 43        | Zacházení        | 6                |      |
| Ret    | 36  | Rolf Stommelen        | Arrows-Ford        | 38        | Necítil se dobře | 19               |      |
| Ret    | 27  | Alan Jones            | Williams-Ford      | 29        | Únik oleje       | 10               |      |
| Ret    | 22  | Jacky Ickx            | Ensign-Ford        | 27        | Brzdy            | 16               |      |
| Ret    | 16  | Hans-Joachim Stuck    | Shadow-Ford        | 24        | Nehoda           | 17               |      |
| Ret    | 26  | Jacques Laffite       | Ligier-Matra       | 13        | Převodovka       | 15               |      |
| Ret    | 18  | Rupert Keegan         | Surtees-Ford       | 8         | Převodovka       | 18               |      |
| DNQ    | 9   | Jochen Mass           | ATS-Ford           |           |                  |                  |      |
| DNQ    | 17  | Clay Regazzoni        | Shadow-Ford        |           |                  |                  |      |
| DNQ    | 10  | Jean-Pierre Jarier    | ATS-Ford           |           |                  |                  |      |
| DNQ    | 19  | Vittorio Brambilla    | Surtees-Ford       |           |                  |                  |      |
| DNPQ   | 32  | Keke Rosberg          | Theodore-Ford      |           |                  |                  |      |
| DNPQ   | 24  | Derek Daly            | Hesketh-Ford       |           |                  |                  |      |
| DNPQ   | 31  | René Arnoux           | Martini-Ford       |           |                  |                  |      |
| DNPQ   | 25  | Héctor Rebaque        | Lotus-Ford         |           |                  |                  |      |
| DNPQ   | 30  | Brett Lunger          | McLaren-Ford       |           |                  |                  |      |
| DNPQ   | 37  | Arturo Merzario       | Merzario-Ford      |           |                  |                  |      |
| Zdroj: |     |                       |                    |           |                  |                  |      |

## Průběžné pořadí po závodě
Pohár jezdců
| Pořadí | Jezdec            | Body |
| ------ | ----------------- | ---- |
| 1      | Patrick Depailler | 23   |
| 2      | Carlos Reutemann  | 18   |
| 3      | Mario Andretti    | 18   |
| 4      | Niki Lauda        | 16   |
| 5      | Ronnie Peterson   | 14   |
| Zdroj: |                   |      |

Pohár konstruktérů
| Pořadí | Konstruktér        | Body |
| ------ | ------------------ | ---- |
| 1      | Lotus-Ford         | 27   |
| 2      | Tyrrell-Ford       | 24   |
| 3      | Brabham-Alfa Romeo | 20   |
| 4      | Ferrari            | 18   |
| 5      | Fittipaldi-Ford    | 6    |
| Zdroj: |                    |      |